# Église de la science divine

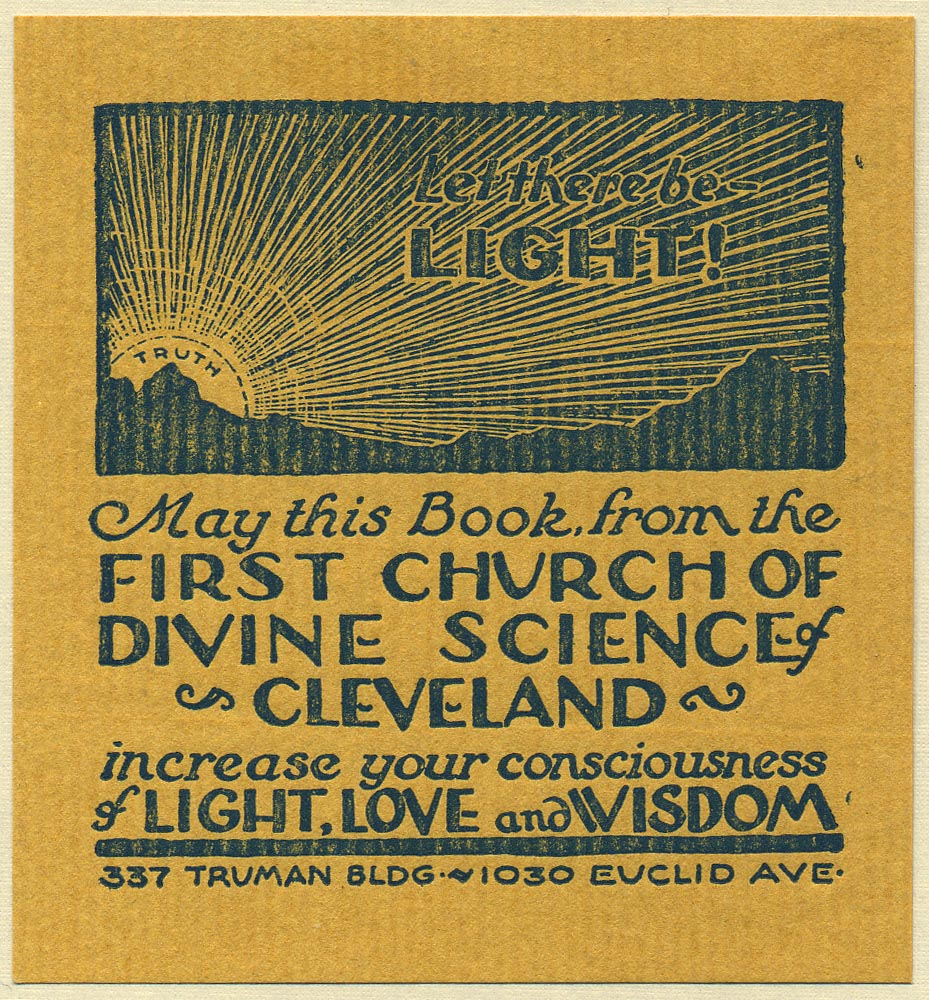
Ex-libris de la science divine

Pour les articles homonymes, voir Science divine.
Ne doit pas être confondu avec Église de scientologie, Science chrétienne ou Église d'unité.
L'Église de la science divine, ou plus simplement la Science divine, est une organisation religieuse faisant partie de la mouvance de la Nouvelle Pensée. Elle a été fondée en 1888 par Malinda Cramer, disciple d'Emma Curtis Hopkins. Nona Brooks et Emmet Fox en seront également des figures importantes.
L'Église met l'accent sur la guérison par la foi. Selon sa doctrine, Dieu est présent partout et le mal n'a pas de vraie réalité. L’utilisation par la Science divine du mot « science » ne renvoie pas aux sciences physiques ni à la méthode scientifique, mais s’entend comme une « connaissance » des lois divines.

## Historique
En 1887, Malinda Cramer assiste aux leçons que donne Emma Curtis Hopkins à San Francisco et s'immerge dans l'univers de la guérison mentale. En octobre 1887, elle lance son propre journal mensuel, Harmony. En mars 1888, elle crée une école de science spirituelle en compagnie de son mari. Peu de temps après, elle fonde l'Église de la science divine. Dans les années qui suivent, Malinda Cramer initie de nombreuses personnes à ses croyances et plusieurs groupes de Science Divine s'organisent dans diverses villes des États-Unis.
En 1886, Nona Brooks, alors à Pueblo (Colorado), est initiée par une amie aux enseignements d'Emma Curtis Hopkins. Elle rejoint quelques années plus tard l'Église de la science divine dont elle devient une figure prééminente. Elle succède à Malinda Cramer à la tête de l'organisation quand celle-ci meurt en 1907.
Dans les années 1930, Emmet Fox, pasteur de l'Église de la science divine, obtient un important succès avec ses conférences et ouvrages prônant la pensée positive afin de modifier le cours de sa vie. L'historienne Beryl Satter parle de « triomphe de la Science divine dans les années 1930 sous la direction d'Emmet Fox ». L'importance de la Science divine a cependant décru par la suite.
Actuellement, la Science divine a des églises à Denver (église fondatrice), Washington D.C., Saint-Louis et dans plusieurs autres villes des États-Unis. Elle maintient également de nombreux sites web.

## Doctrine
La Science divine se définit comme « un enseignement organisé au sujet de Dieu et de sa manifestation dans la création ». Son credo fondamental est que « Dieu est le Bien, présent partout, et qu'il est le Tout ». Selon elle, Dieu étant toute la Création, le mal n'est ni nécessaire, ni permanent, et n'a pas de vraie réalité. Le mal n'a que l'existence que lui prêtent les êtres humains en croyant en lui.
Comme les autres mouvements de la Nouvelle Pensée, la Science divine met l'accent sur la guérison par la foi, se référant à l'œuvre de Jésus-Christ au travers de ses miracles.
Selon Nona Brooks, « la Science divine est la pratique de la présence de Dieu. La vérité vient au travers de la Bible, de la prière réceptive, de la contemplation, de la méditation et de la pratique de la présence de Dieu ici et maintenant ».